# Victory Road to the King of Neo Visual Rock
A Victory Road to the King of Neo Visual Rock  Miyavi japán rockzenész válogatásalbuma, mely 2009. április 22-én jelent meg. A lemez 65. volt az Oricon slágerlistáján és 91. a Billboard Japan listáján.

## Számlista
|     | Cím | Hossz |
| --- | --- | ----- |
| 1.  | Rock no gjakusú: superstar no dzsóken (ロックの逆襲-スーパースターの条件-)                                                                                              |       |
| 2.  | 21 szekikei kósinkjoku (21世紀型行進曲) |       |
| 3.  | Freedom Fighters: Icecream vo motta hadasi no megami to, kikandzsú vo motta hadaka no ószama (Freedom Fighters-アイスクリーム持った裸足の女神と、機関銃持った裸の王様-) |       |
| 4.  | Kekkonsiki no uta: Kiszecu hazure no wedding march (with band ver.) (結婚式の唄～季節はずれのウェディングマーチ～ -with BAND ver.-)                                     |       |
| 5.  | Are You Ready to Rock? (Dokuszó) (Are you ready to ROCK? ～独奏～) |       |
| 6.  | Señor Señora Señorita (セニョール セニョーラ セニョリータ) |       |
| 7.  | Gigpig Boogie (Gigpigブギ) |       |
| 8.  | Dear My Friend: Tegami vo kaku jó (Dear my friend -手紙を書くよ-) |       |
| 9.  | Itosii hito: Beta de szuman (2006 Ver.) (愛しい人(ベタですまん。) -2006 ver.-)                                                                                          |       |
| 10. | Kimi ni negai vo (君に願いを) |       |
| 11. | Szakihokoru hana no jó ni (咲き誇る華の様に) |       |
| 12. | Kabuki dansii (歌舞伎男子) |       |
| 13. | Szubarasikikana, kono szekai: What A Wonderful World (素晴らしきかな、この世界)                                                                                         |       |
| 14. | 2 Be Wiz U |       |
| 15. | Hi no hikari szae todokanai kono baso de (陽の光さえ届かないこの場所で)                                                                                                 |       |